# Capi di governo della Russia
I capi di governo della Russia sono stati i seguenti:

## Impero russo
| T#                                                                  | A# | Nome                                 | Foto | Inizio mandato    | Fine mandato      | Partito politico | Capo di Stato (Zar) |
| Segretario del Consiglio dei Ministri dell'Impero russo (1905-1917) |    |                                      |      |                   |                   |                  |                     |
| 1                                                                   | 1  | Sergej Jul'evič Vitte                |      | 6 novembre 1905   | 5 maggio 1906     | Nessuno          | Nicola II           |
| 2                                                                   | 2  | Ivan Logginovič Goremykin I mandato  |      | 5 maggio 1906     | 21 luglio 1906    | Nessuno          | Nicola II           |
| 3                                                                   | 3  | Pëtr Arkadevič Stolypin              |      | 21 luglio 1906    | 18 settembre 1911 | Nessuno          | Nicola II           |
| 4                                                                   | 4  | Vladimir Nikolaevič Kokovcov         |      | 18 settembre 1911 | 12 febbraio 1914  | Nessuno          | Nicola II           |
| 5                                                                   | 5  | Ivan Logginovič Goremykin II mandato |      | 12 febbraio 1914  | 2 febbraio 1916   | Nessuno          | Nicola II           |
| 6                                                                   | 6  | Boris Vladimirovič Štjurmer          |      | 2 febbraio 1916   | 23 novembre 1916  | Nessuno          | Nicola II           |
| 7                                                                   | 7  | Aleksandr Fëdorovič Trepov           |      | 23 novembre 1916  | 9 gennaio 1917    | Nessuno          | Nicola II           |
| 8                                                                   | 8  | Nikolaj Dmitrievič Golicyn           |      | 9 gennaio 1917    | 12 marzo 1917     | Nessuno          | Nicola II           |

## Governo provvisorio
| T#                                                           | A# | Nome                          | Foto | Inizio mandato | Fine mandato    | Partito politico                  | Capo dello Stato              |
| Segretario dei Ministri del Governo Provvisorio Russo (1917) |    |                               |      |                |                 |                                   |                               |
| 9                                                            | 1  | Georgij Evgen'evič L'vov      |      | 23 marzo 1917  | 21 luglio 1917  | Partito dei cadetti               | Georgij Evgen'evič L'vov      |
| 10                                                           | 2  | Aleksandr Fëdorovič Kerenskij |      | 21 luglio 1917 | 8 novembre 1917 | Partito Socialista Rivoluzionario | Aleksandr Fëdorovič Kerenskij |

## Repubblica Socialista Federativa Sovietica Russa
| T#                                                                                     | A# | Nome                                                                                       | Foto | Inizio mandato    | Fine mandato                    | Partito politico                                                               | Capo dello Stato |
| Segretario del Consiglio dei Commissari del Popolo della RSSF Russa (1917-1946)        |    |                                                                                            |      |                   |                                 |                                                                                | |
| 11                                                                                     | 1  | Vladimir Il'ič Lenin                                                                       |      | 8 novembre 1917   | 21 gennaio 1924                 | Partito operaio socialdemocratico russo (bolscevico) / Partito Comunista Russo | Lev Borisovič Kamenev Jakov Michajlovič Sverdlov Michail Fëdorovič Vladimirskij (sostituito da) Michail Ivanovič Kalinin |
| 12                                                                                     | 2  | Aleksej Ivanovič Rykov                                                                     |      | 2 febbraio 1924   | 18 maggio 1929                  | Partito Comunista di tutta l'Unione                                            | Michail Ivanovič Kalinin                                                                                                 |
| 13                                                                                     | 3  | Sergej Ivanovič Syrcov                                                                     |      | 18 maggio 1929    | 3 novembre 1930                 | Partito Comunista di tutta l'Unione                                            | Michail Ivanovič Kalinin                                                                                                 |
| 14                                                                                     | 4  | Daniil Egorovič Sulimov                                                                    |      | 3 novembre 1930   | 22 luglio 1937                  | Partito Comunista di tutta l'Unione                                            | Michail Ivanovič Kalinin                                                                                                 |
| 15                                                                                     | 5  | Nikolaj Aleksandrovič Bulganin                                                             |      | 22 luglio 1937    | 17 settembre 1938               | Partito Comunista di tutta l'Unione                                            | Michail Ivanovič Kalinin Andrej Aleksandrovič Ždanov Aleksej Egorovič Badaev                                             |
| 16                                                                                     | 6  | Vasilij Vasil'evič Vachrušev                                                               |      | 29 luglio 1939    | 2 giugno 1940                   | Partito Comunista di tutta l'Unione                                            | Aleksej Egorovič Badaev                                                                                                  |
| 17                                                                                     | 7  | Ivan Sergeevič Chochlov                                                                    |      | 2 giugno 1940     | 23 luglio 1943                  | Partito Comunista di tutta l'Unione                                            | Aleksej Egorovič Badaev Ivan Alekseevič Vlasov (sostituito da)                                                           |
| 18                                                                                     | 8  | Aleksej Nikolaevič Kosygin                                                                 |      | 23 giugno 1943    | 23 marzo 1946                   | Partito Comunista di tutta l'Unione                                            | Ivan Alekseevič Vlasov Nikolaj MIchajlovič Švernik                                                                       |
| Segretario del Consiglio dei Ministri della RSSF Russa (1946-1978)                     |    |                                                                                            |      |                   |                                 |                                                                                | |
| 19                                                                                     | 9  | Miсhail Ivanovič Rodionov                                                                  |      | 23 marzo 1946     | 9 marzo 1949                    | Partito Comunista di tutta l'Unione                                            | Nikolaj Michajlovič Švernik Ivan Alekseevič Vlasov                                                                       |
| 20                                                                                     | 10 | Boris Nikolaevič Černousov                                                                 |      | 9 marzo 1949      | 20 ottobre 1952                 | Partito Comunista di tutta l'Unione / Partito Comunista dell'Unione Sovietica  | Ivan Alekseevič Vlasov Miсhail Petrovič Tarasov                                                                          |
| 21                                                                                     | 11 | Aleksandr Michajlovič Puzanov                                                              |      | 20 ottobre 1952   | 24 gennaio 1956                 | Partito Comunista dell'Unione Sovietica                                        | Miсhail Petrovič Tarasov                                                                                                 |
| 22                                                                                     | 12 | Michail Alekseevič Jasnov                                                                  |      | 24 gennaio 1956   | 19 dicembre 1957                | Partito Comunista dell'Unione Sovietica                                        | Miсhail Petrovič Tarasov                                                                                                 |
| 23                                                                                     | 13 | Frol Romanovič Kozlov                                                                      |      | 19 dicembre 1957  | 31 marzo 1958                   | Partito Comunista dell'Unione Sovietica                                        | Miсhail Petrovič Tarasov                                                                                                 |
| 24                                                                                     | 14 | Dmitrij Stepanovič Poljanskij                                                              |      | 31 marzo 1958     | 23 novembre 1962                | Partito Comunista dell'Unione Sovietica                                        | Miсhail Petrovič Tarasov Nikolaj Grigor'evič Ignatov Nikolaj Nikolaevič Organov                                          |
| 25                                                                                     | 15 | Gennadij Ivanovič Voronov                                                                  |      | 23 novembre 1962  | 23 luglio 1971                  | Partito Comunista dell'Unione Sovietica                                        | Nikolaj Nikolaevič Organov Nikolaj Grigor'evič Ignatov Michail Alekseevič Jasnov                                         |
| 26                                                                                     | 16 | Michail Sergeevič Solomencev                                                               |      | 28 luglio 1971    | 12 aprile 1978                  | Partito Comunista dell'Unione Sovietica                                        | Michail Alekseevič Jasnov                                                                                                |
| Segretario del Consiglio dei Ministri/Primo Ministro della RSSF Russa (1978-1991/1992) |    |                                                                                            |      |                   |                                 |                                                                                | |
| 26                                                                                     | 16 | Michail Sergeevič Solomencev                                                               |      | 12 aprile 1978    | 24 giugno 1983                  | Partito Comunista dell'Unione Sovietica                                        | Michail Alekseevič Jasnov                                                                                                |
| 27                                                                                     | 17 | Vitalij Ivanovič Vorotnikov                                                                |      | 24 giugno 1983    | 3 ottobre 1988                  | Partito Comunista dell'Unione Sovietica                                        | Michail Alekseevič Jasnov Vladimir Pavlovič Orlov                                                                        |
| 28                                                                                     | 18 | Aleksandr Vladimirovič Vlasov                                                              |      | 3 ottobre 1988    | 15 giugno 1990                  | Partito Comunista dell'Unione Sovietica                                        | Vitalij Ivanovič Vorotnikov Boris Nikolaevič El'cin                                                                      |
| 29                                                                                     | 19 | Ivan Stepanovič Silaev                                                                     |      | 16 giugno 1990    | 26 settembre 1991               | Partito Comunista dell'Unione Sovietica                                        | Boris Nikolaevič El'cin                                                                                                  |
| —                                                                                      | —  | Oleg Ivanovič Lobov (facente funzioni)                                                     |      | 26 settembre 1991 | 6 novembre 1991                 | Partito Comunista dell'Unione Sovietica                                        | Boris Nikolaevič El'cin                                                                                                  |
| —                                                                                      | —  | Boris Nikolaevič El'cin Capo del Governo della RSFS Russa come Presidente della RSFS Russa |      | 6 novembre 1991   | 25 dicembre 1991 21 maggio 1992 | Indipendente                                                                   | Sé stesso |

## Federazione Russa
| T#                                                                                            | A#                                                                                            | Primi ministri                                                                                            | Primi ministri                                                                                | Mandato                                                                                       | Mandato                                                                                       | Partito politico                                                                              | Legislatura                                                                                   | Presidente della Federazione                                                                  |
| T#                                                                                            | A#                                                                                            | Primi ministri                                                                                            | Primi ministri                                                                                | Inizio                                                                                        | Fine                                                                                          | Partito politico                                                                              | Legislatura                                                                                   | Presidente della Federazione                                                                  |
| Segretario del Consiglio dei Ministri/Primo ministro della Federazione Russa (1991/1992-1993) | Segretario del Consiglio dei Ministri/Primo ministro della Federazione Russa (1991/1992-1993) | Segretario del Consiglio dei Ministri/Primo ministro della Federazione Russa (1991/1992-1993)             | Segretario del Consiglio dei Ministri/Primo ministro della Federazione Russa (1991/1992-1993) | Segretario del Consiglio dei Ministri/Primo ministro della Federazione Russa (1991/1992-1993) | Segretario del Consiglio dei Ministri/Primo ministro della Federazione Russa (1991/1992-1993) | Segretario del Consiglio dei Ministri/Primo ministro della Federazione Russa (1991/1992-1993) | Segretario del Consiglio dei Ministri/Primo ministro della Federazione Russa (1991/1992-1993) | Segretario del Consiglio dei Ministri/Primo ministro della Federazione Russa (1991/1992-1993) |
| --------------------------------------------------------------------------------------------- | --------------------------------------------------------------------------------------------- | --- | --------------------------------------------------------------------------------------------- | --------------------------------------------------------------------------------------------- | --------------------------------------------------------------------------------------------- | --------------------------------------------------------------------------------------------- | --------------------------------------------------------------------------------------------- | --------------------------------------------------------------------------------------------- |
| —                                                                                             | —                                                                                             | Boris El'cin Capo del Governo della Federazione Russa come Presidente della Federazione Russa             |                                                                                               | 25 dicembre 1991 21 maggio 1992                                                               | 15 giugno 1992                                                                                | Indipendente                                                                                  |                                                                                               | Sé stesso                                                                                     |
| —                                                                                             | —                                                                                             | Egor Gajdar (facente funzioni)                                                                            |                                                                                               | 15 giugno 1992                                                                                | 15 dicembre 1992                                                                              | Indipendente                                                                                  |                                                                                               | Boris El'cin (1991-1999)                                                                      |
| 30                                                                                            | 1                                                                                             | Viktor Černomyrdin                                                                                        |                                                                                               | 15 dicembre 1992                                                                              | 25 dicembre 1993                                                                              | Indipendente                                                                                  |                                                                                               | Boris El'cin (1991-1999)                                                                      |
| Primo ministro della Federazione Russa (1993-oggi)                                            |                                                                                               | |                                                                                               |                                                                                               |                                                                                               |                                                                                               |                                                                                               |                                                                                               |
| 30                                                                                            | (1)                                                                                           | Viktor Černomyrdin                                                                                        |                                                                                               | 25 dicembre 1993                                                                              | 9 agosto 1996                                                                                 | Nostra Casa Russia                                                                            | 1993, 1995                                                                                    | Boris El'cin (1991-1999)                                                                      |
| 30                                                                                            | (1)                                                                                           | Viktor Černomyrdin                                                                                        | 10 agosto 1996                                                                                | 23 marzo 1998                                                                                 |                                                                                               | Nostra Casa Russia                                                                            | 1993, 1995                                                                                    | Boris El'cin (1991-1999)                                                                      |
| —                                                                                             | —                                                                                             | Boris Nikolaevič El'cin (facente funzioni)                                                                |                                                                                               | 23 marzo 1998                                                                                 | 23 marzo 1998                                                                                 | Indipendente                                                                                  |                                                                                               | Sé stesso                                                                                     |
| 31                                                                                            | 2                                                                                             | Sergej Kirienko (facente funzioni 23 marzo 1998 - 24 aprile 1998)                                         |                                                                                               | 23 marzo 1998                                                                                 | 23 agosto 1998                                                                                | Indipendente                                                                                  |                                                                                               | Boris El'cin (1991-1999)                                                                      |
| —                                                                                             | —                                                                                             | Viktor Černomyrdin (facente funzioni)                                                                     |                                                                                               | 23 agosto 1998                                                                                | 11 settembre 1998                                                                             | Nostra Casa Russia                                                                            |                                                                                               | Boris El'cin (1991-1999)                                                                      |
| 32                                                                                            | 3                                                                                             | Evgenij Primakov                                                                                          |                                                                                               | 11 settembre 1998                                                                             | 12 maggio 1999                                                                                | Patria - Tutta la Russia                                                                      |                                                                                               | Boris El'cin (1991-1999)                                                                      |
| 33                                                                                            | 4                                                                                             | Sergej Stepašin (facente funzioni 12 maggio 1999 - 19 maggio 1999)                                        |                                                                                               | 12 maggio 1999                                                                                | 9 agosto 1999                                                                                 | Indipendente                                                                                  |                                                                                               | Boris El'cin (1991-1999)                                                                      |
| 34                                                                                            | 5                                                                                             | Vladimir Putin I mandato (facente funzioni 9 agosto 1999 - 16 agosto 1999)                                |                                                                                               | 9 agosto 1999                                                                                 | 7 maggio 2000                                                                                 | Unità                                                                                         | 1999                                                                                          | Boris El'cin (1991-1999)                                                                      |
| 34                                                                                            | 5                                                                                             | Vladimir Putin I mandato (facente funzioni 9 agosto 1999 - 16 agosto 1999)                                | Sé stesso (facente funzioni, 1999-2000)                                                       | 9 agosto 1999                                                                                 | 7 maggio 2000                                                                                 | Unità                                                                                         | 1999                                                                                          |                                                                                               |
| 35                                                                                            | 6                                                                                             | Michail Kas'janov (facente funzioni 7 maggio 2000 - 17 maggio 2000)                                       |                                                                                               | 7 maggio 2000                                                                                 | 24 febbraio 2004                                                                              | Indipendente                                                                                  | 2003                                                                                          | Vladimir Putin (2000-2008)                                                                    |
| —                                                                                             | —                                                                                             | Viktor Christenko (facente funzioni)                                                                      |                                                                                               | 24 febbraio 2004                                                                              | 5 marzo 2004                                                                                  | Indipendente                                                                                  |                                                                                               | Vladimir Putin (2000-2008)                                                                    |
| 36                                                                                            | 7                                                                                             | Michail Fradkov (facente funzioni 7 maggio 2004 - 12 maggio 2004 e 12 settembre 2007 - 14 settembre 2007) |                                                                                               | 5 marzo 2004                                                                                  | 14 settembre 2007                                                                             | Indipendente                                                                                  |                                                                                               | Vladimir Putin (2000-2008)                                                                    |
| 37                                                                                            | 8                                                                                             | Viktor Zubkov (facente funzioni 7 maggio 2008 - 8 maggio 2008)                                            |                                                                                               | 14 settembre 2007                                                                             | 8 maggio 2008                                                                                 | Russia Unita                                                                                  | 2007                                                                                          | Vladimir Putin (2000-2008)                                                                    |
| 38                                                                                            | 9                                                                                             | Vladimir Putin II mandato                                                                                 |                                                                                               | 8 maggio 2008                                                                                 | 7 maggio 2012                                                                                 | Indipendente                                                                                  | 2011                                                                                          | Dmitrij Medvedev (2008-2012)                                                                  |
| 39                                                                                            | 10                                                                                            | Dmitrij Medvedev                                                                                          |                                                                                               | 8 maggio 2012                                                                                 | 7 maggio 2018                                                                                 | Russia Unita                                                                                  | 2016                                                                                          | Vladimir Putin (dal 2012)                                                                     |
| 39                                                                                            | 10                                                                                            | Dmitrij Medvedev                                                                                          | 8 maggio 2018                                                                                 | 15 gennaio 2020                                                                               |                                                                                               | Russia Unita                                                                                  | 2016                                                                                          | Vladimir Putin (dal 2012)                                                                     |
| 40                                                                                            | 11                                                                                            | Michail Mišustin                                                                                          |                                                                                               | 16 gennaio 2020                                                                               | 7 maggio 2024                                                                                 | Indipendente                                                                                  | 2021                                                                                          | Vladimir Putin (dal 2012)                                                                     |
| 40                                                                                            | 11                                                                                            | Michail Mišustin                                                                                          | 10 maggio 2024                                                                                | in carica                                                                                     |                                                                                               | Indipendente                                                                                  | 2021                                                                                          | Vladimir Putin (dal 2012)                                                                     |